# Ustroń Brzegi
Ustroń Brzegi – przystanek kolejowy w Ustroniu, w województwie śląskim, w Polsce.

## Historia
W październiku 2019 PKP Polskie Linie Kolejowe podpisały umowę na remont linii 694/157/190/191 wraz z budową nowego przystanku na linii nr 191 o nazwie Ustroń Poniwiec. Plany budowy przystanku w tym miejscu pojawiły się po raz pierwszy w latach 80. XX wieku, a w latach 90. wykonano nawet pewne prace ziemne. W marcu 2021 rozpoczęto etap rewitalizacji obejmujący odcinek przebiegający przez miasto Ustroń. Poinformowano wówczas, że przystanek będzie nazywał się Ustroń Brzegi.
Wraz z zakończeniem rewitalizacji linii kolejowej nr 191 przystanek otwarto 11 grudnia 2022 roku.

## Infrastruktura
Na peronie znajduje się wiata oraz ławki, natomiast przy wejściu znajdują się stojaki rowerowe.